# نول
نول (بالإنجليزية: Knol) من كلمة نولدج knowledge أي معرفة كان مشروع موسوعة على الإنترنت أطلقتها جوجل. كان المستخدمون هم من ينتج محتوى الموقع.
قُدم الموقع على أنّه موسوعة تعاونية مثل ويكيبيديا، لكن الاختلاف الفارق بينهما هو أن الأولى يفترض بأنها تحررها من قبل خبراء في مجالاتهم ، وفتح الموقع للمساهمة بلغات عدة، منها العربية.
على عكس ويكيبيديا التي تسمح بالمساهمة الحرة للأشخاص المجهولين، تنشر خدمة نول أسماء المشتركين في كتابة المقالات بالكامل. كما ستضع جوجل تحت تصرفهم زوايا إعلانية (Banner) ما يسمح لهم بوضع يدهم على جزء من العائدات. وتهدف خدمة «نول» إلى تغطية جميع المواضيع، من العلوم إلى الترفيه.
أعلنت شركة جوجل في 22 نوفمبر 2011 بأنها ستغلق الموسوعة لمصلحة أنوتوم، وأغلق الموقع في 30 أبريل 2012 وحذفت جميع محتوياته في 1 أكتوبر 2012.
كان المشاركون في كتابة المقالات يوقعون على كل مقال يكتبونه، وهم المسؤولون عن محتواه، كما يُضاف إلى كل مقال التعليقات والملاحظات والصور التي يقدمها المشاركون الآخرون، مما جعله سهل التحرير للمحتوى.

## الانتقادات
- وجه لمحتوى «نول» بعض الانتقادات الحادة [3][4]، فقد وصفه البعض بانه مثل أرض النفايات للمقالات المنقولة من مصادر أخرى والمحتويات التي قد تكون مكررة أو غير محدثة [5]
- كما أنتقد «نول» بشكل متكرر بسبب ضمه لمعلومات ناقصة وغير دقيقة.[6] فارهاد مانجو (Farhad Manjoo) من مجلة سليت (slate) انتقد «نول» لسماحها الإعلان بمثابة حافز ولعدم وجود دليل واضح في الأسلوب والكيفية.[7] وبعد إطلاق عدد كبير من المقالات في «نول»، ما زالت الانتقادات مستمرة، مع شجب ومنع المعلقين لمئات المقالات المتكررة[4]، وكذلك ما دعاه البعض بالمحتوى الفارغ من المعنى.[8]

## المنافسة
لم تتوفر منافسة فيما بينها والموسوعات الأخرى لاختلاف طبيعة الموسوعة عن غيرها، ولإن نول يعتمد في الأساس على طلاب الجامعات، أما موسوعة ويكيبيديا فتعتمد على المستخدمين بشكل اوسع من ناحية البساطة والثقة.

## إغلاق
في نوفمبر 2011 أعلنت شركة جوجل أنها ستغلق الموسوعة على عدة مراحل، ويمكن تحميل مقالات المستخدم إلى موقع ووردبريس القائم على أنووتون.
وأعلنت عن إغلاق الموقع نهائيا في 30 أبريل 2012 ولن يتمكن المستخدم من تعديل المحتويات أو إنشاء المقالات بعد 1 ماي 2012 ولكن يمكن تحميل المقالات إلى مشروع ووردبريس قبل 1 أكتوبر 2012